# Quinlan
Quinlan – miasto w Stanach Zjednoczonych, w stanie Teksas, w hrabstwie Hunt.